# 경상북도보건환경연구원
경상북도보건환경연구원(慶尙北道保健環境硏究院, Gyeongsangbuk-do Government Public Institute of Health & Environment)은 경상북도의 보건·환경·식품안전 등에 관한 사무를 관장하기 위하여 경상북도청 산하에 설치된 직속기관이다.
연구원장은 지방보건연구관, 지방환경연구관, 또는 개방형 지방일반임기제공무원으로 보한다.

## 연혁
- 1955년 11월 17일: 경상북도위생시험소 설치
- 1976년 10월 20일: 경상북도보건연구소로 변경
- 1987년 12월 31일: 경상북도보건환경연구소로 변경
- 1991년 5월 10일: 경상북도보건환경연구원으로 변경

## 조직
원장
- 총무과
- 감염병연구부, 식의약연구부, 환경연구부
- 북부지원